# 2 Mińsko-Mazowiecka Brygada Obrony Terytorialnej
2 Mińsko-Mazowiecka Brygada Obrony Terytorialnej im. gen. dyw. F. Kleeberga  – związek taktyczny Wojska Polskiego, stacjonujący w Mińsku Mazowieckim, podporządkowany dowódcy Warszawskiego Okręgu Wojskowego w późniejszym okresie dowódcy Pomorskiego Okręgu Wojskowego, wchodzący w skład jednostek Obrony Terytorialnej (OT).

## Formowanie
Brygada została sformowana w 1995 r. jako jedna z pierwszych jednostek nowego systemu obrony terytorialnej. Była to jednostka skadrowana. Jej wyposażenie w niezbędny sprzęt i uzbrojenie natrafiło na znaczne problemy ze względu na niewielkie możliwości pozyskania go z wojsk operacyjnych. Stan etatowy osiągnęła na początku 1997 r. W 1998 r. do brygady włączono Reprezentacyjny Szwadron Kawalerii WP.
W 2005 r. brygadę rozformowano. W tym okresie miała ona rozwinięty tylko jeden batalion piechoty zmotoryzowanej. Na bazie brygady utworzony został Oddział Specjalny Żandarmerii Wojskowej.

## Zadania i przeznaczenie
Zasadnicze zadania brygady
- szkolenie programowe pododdziałów: piechoty zmotoryzowanej, rozpoznawczych, łączności i logistycznych
- szkolenie i przygotowanie rezerw osobowych
- doskonalenie systemu reagowania kryzysowego
- kształtowanie postaw proobronnych wśród społeczeństwa

Brygada stanowiła wsparcie dla władz cywilnych stolicy i województwa mazowieckiego w przypadku klęski żywiołowych lub katastrof

## Dowódcy brygady
- płk Jan Fudalej
- płk Zygmunt Mochocki